# Chris Gloster
 (septembre 2023).
Pour les articles homonymes, voir Gloster.
Chris Gloster, né le 28 juillet 2000, est un joueur américain de soccer qui joue au poste d'arrière gauche.

## Biographie
Gloster grandit à Montclair dans le New Jersey.

### En club

#### Red Bulls II de New York
Il fait ses débuts en faveur de l'équipe des Red Bulls II de New York contre le club d'Orlando City B le 13 août 2016, lors de la saison 2016 de USL. Son apparition en tant que titulaire contre Orlando fait de lui le plus jeune américain à débuter dans un match de USL, à seulement seize ans et seize jours. 

#### Hanovre 96
En mars 2018, Gloster signe en faveur du club allemand de Hanovre, après avoir effectué des essais dans plusieurs clubs en Allemagne. 

#### PSV Eindhoven
Le 9 août 2019, Gloster rejoint l'équipe néerlandaise du Jong PSV (en), l'équipe de réserve du PSV Eindhoven, pour un contrat de trois ans.

### En sélection

#### Catégorie de jeunes
En avril 2017, Gloster participe avec l'équipe des États-Unis des moins de 17 ans, au championnat de la CONCACAF des moins de 17 ans. Il dispute ensuite quelques mois plus tard à la Coupe du monde des moins de 17 ans organisée en Inde. Lors du mondial junior, il joue cinq matchs. Les États-Unis s'inclinent en quart de finale face à l'Angleterre. 
Par la suite, avec les moins de 20 ans, il participe au championnat de la CONCACAF des moins de 20 ans en novembre 2018. Lors de cette compétition organisée dans son pays natal, il prend part à sept matchs. Il se met en évidence en délivrant une passe décisive lors de la large victoire contre le Suriname. Les États-Unis remportent le tournoi en battant le Mexique en finale.
L'année suivante, Gloster dispute la Coupe du monde des moins de 20 ans organisée en Pologne. Lors de ce mondial, il joue cinq rencontres. Il se met de nouveau en évidence, en délivrant une passe décisive en phase de poule contre le Nigeria. Les États-Unis s'inclinent en quart de finale face à l'Équateur.

## Palmarès
États-Unis des moins de 20 ans
- Vainqueur du championnat de la CONCACAF des moins de 20 ans en 2018